# Kolmasjärvi
Kolmasjärvi är en sjö i Gällivare kommun i Lappland och ingår i Kalixälvens huvudavrinningsområde. Sjön har en area på 0,0401 kvadratkilometer och ligger 477,9 meter över havet. Kolmasjärvi ligger i Lina fjällurskog Natura 2000-område.

## Delavrinningsområde
Kolmasjärvi ingår i det delavrinningsområde (747832-171212) som SMHI kallar för Utloppet av Tjautjasjaure. Medelhöjden är 481 meter över havet och ytan är 15,68 kvadratkilometer. Räknas de 7 avrinningsområdena uppströms in blir den ackumulerade arean 167,41 kvadratkilometer. Akkajoki som avvattnar avrinningsområdet har biflödesordning 2, vilket innebär att vattnet flödar genom totalt 2 vattendrag innan det når havet efter 306 kilometer. Avrinningsområdet består mestadels av skog (61 procent). Avrinningsområdet har 3,93 kvadratkilometer vattenytor vilket ger det en sjöprocent på 25,1 procent.